# Calicromatinos
Calicromatinos (Callichromatini) é uma tribo de coleópteros da subfamília Cerambycinae.

## Géneros
- Agaleptoides (Lepesme, 1956)
- Agaleptus (Gahan, 1904)
- Amblyontium (Bates, 1879)
- Anexamita (Schmidt, 1922)
- Anisoceraea (Schmidt, 1922)
- Anubis (Thomson, 1864)
- Aphrodisium  (Thomson, 1864)
- Aromia (Audinet-Serville, 1833)
- Aromiella  (Podaný, 1971)
- Asmedia (Pascoe, 1866)
- Borneochroma (Vives, Bentanachs & Chew Kea Foo, 2008)
- Brachyhospes (Juhel & Bentanachs, 2012)
- Bradycnemis (Waterhouse, 1877 )
- Brevechelidonium (Vives, Bentanachs & Chew Kea Foo, 2009)
- Callichroma (Latreille, 1816)
- Callixanthospila (Adlbauer, 2000)
- Cataphrodisium (Aurivillius, 1907)
- Cephalizus (Schmidt, 1922)
- Chelidonium (Thomson, 1864)
- Chewchroma (Bentanachs & Vives, 2009)
- Chloridolum (Thomson, 1864)
- Chromacilla (Schmidt, 1922)
- Chromalizus (Schmidt, 1922)
- Clavomela (Adlbauer, 2000)
- Cloniophorus (Quedenfeldt, 1882)
- Closteromerus (Thomson, 1860)
- Cnemidochroma (Schmidt, 1924)
- Colobizus (Schmidt, 1922)
- Coloborhomboides (Hüdepohl, 1983)
- Compsomera (White, 1853)
- Conamblys (Schmidt, 1922)
- Cotychroma (Martins & Napp, 2005)
- Crassichroma (Vives, Bentanachs & Chw Kea Foo, 2009)
- Ctenomaeus (Schmidt, 1922)
- Dictator (Thomson, 1878)
- Dolichaspis (Gahan, 1890)
- Dubianella (Morati & Huet, 2004)
- Embrikstrandia (Plavilstshikov, 1931)
- Eugoides (Schmidt, 1922)
- Eulitoclonius (Schmidt, 1923)
- Euporus (Audinet-Serville, 1834)
- Evgoa (Fåhraeus, 1872)
- Eximia (Jordan, 1894)
- Exoparyphus (Schmidt, 1922)
- Gauresthes (Bates, 1889)
- Gestriana (Podaný, 1971)
- Gracilichroma (Vives, Bentanachs & Chew Kea Foo, 2008)
- Gressittichroma (Bentanachs & Vives, 2009)
- Griphapex (Jordan, 1894)
- Guitelia (Oberthür, 1911)
- Hadromastix (Schmidt, 1922)
- Hayashichroma (Vives, Bentanachs & Chew Kea Foo, 2008)
- Helymaeus (Thomson, 1864)
- Hexamitodera (Heller, 1896)
- Hoplomeces (Aurivillius, 1916)
- Hosmaeus (Juhel, 2011)
- Hospes (Jordan, 1894)
- Huedepohliana (Heffern, 2002)
- Hybunca (Schmidt, 1922)
- Hylomela  (Gahan, 1904)
- Hypargyra (Gahan, 1890)
- Hypatium (Thomson, 1864)
- Hypocrites (Fåhraeus, 1872)
- Ipothalia (Pascoe, 1867)
- Jonthodes (Audinet-Serville, 1833)
- Jonthodina (Achard, 1911)
- Laosaphrodisium (Bentanachs, 2012)
- Leptosiella (Morati & Huet, 2004)
- Linsleychroma (Giesbert, 1998)
- Litomeces (Murray, 1870)
- Litopus (Audinet-Serville, 1834)
- Luzonochroma (Vives, 2012)
- Macrosaspis (Adlbauer, 2009)
- Mattania (Fairmaire, 1894)
- Mecosaspis (Thomson, 1864)
- Metallichroma (Aurivillius, 1903)
- Micromaeus (Schmidt, 1922)
- Mionochroma (Schmidt, 1924)
- Monnechroma (Napp & Martins, 2005)
- Moratichroma (Bentanachs & Vives, 2010)
- Namibomeces (Adlbauer, 2001)
- Neorygocera (Hedicke, 1923)
- Niisatochroma ( Vives & Bentanachs, 2010)
- Niraeus (Newman, 1840)
- Oligosmerus (Kolbe, 1894)
- Orphnodula (Schmidt, 1922)
- Osphranteria (Redtenbacher, 1850)
- Otaromia (Aurivillius, 1911)
- Oxyprosopus' (Thomson, 1864)
- Pachymeces (Juhel, 2012)
- Pachyteria (Audinet-Serville, 1833)
- Parachelidonium (Vives, Bentanachs & Chew Kea Foo, 2008)
- Paracolobizus (Juhel, 2010)
- Paradictator (Duffy, 1953)
- Paraguitelia (Quentin & Villiers, 1971)
- Paramombasius (Fuchs, 1966)
- Parandrocephalus (Heller, 1916)
- Pelidnopelidon (Schmidt, 1922)
- Phasganocnema (Schmidt, 1922)
- Philematium (Thomson, 1864)
- Philomeces (Kolbe, 1894)
- Phrosyne (Murray, 1870)
- Phyllocnema (Thomson, 1860)
- Phyllocnemida (Péringuey, 1899)
- Phyllomaeus (Schmidt, 1922)
- Plinthocoelium (Schmidt, 1924)
- Podanychroma (Vives, Bentanachs & Chew Kea Foo, 2007)
- Polyzonus (Dejean, 1835)
- Promeces (Audinet-Serville, 1834)
- Promecidus (Fåhraeus, 1872)
- Psephania (Morati & Huet, 2004)
- Pseudochelidonium (Vives, Bentanachs & Chew Kea Foo, 2007)
- Pseudoeuchitonia (Bentanachs, Morati & Vives, 2010)
- Pseudopolyzonus (Bentanachs, 2012)
- Psilacestes (Schmidt, 1922)
- Psilomastix (Schmidt, 1922)
- Rhadinomaeus (Schmidt, 1922)
- Rhopalizarius (Schmidt, 1922)
- Rhopalizida (Jordan, 1894)
- Rhopalizodes (Schmidt, 1922)
- Rhopalizus (Thomson, 1864)
- Rhopalomeces (Schmidt, 1922)
- Scalenus (Gistel, 1848)
- Schmidtiana (Podaný, 1971)
- Schwarzerium (Matsushita, 1933)
- Sphingacestes (Schmidt, 1922)
- Stenochroma (Vives, Bentanachs & Chew Kea Foo, 2009)
- Sumatrochroma (Vives, Bentanachs & Chew Kea Foo, 2007)
- Synaptola (Bates, 1879)
- Tarsotropidus (Schmidt, 1922)
- Thompsoniana (Podaný, 1971)
- Trichomaeus (Aurivillius, 1927)
- Turkaromia (Danilevsky, 1992)
- Utopileus (Schmidt, 1922)
- Vittatocrites (Adlbauer, 2002)
- Xanthospila (Fairmaire, 1884)
- Xystochroma (Schmidt, 1924)
- Zonopteroides (Podaný, 1968)
- Zonopterus (Hope, 1843)